# Willem Johannes Arnoldus Franciscus Reintjan van den Clooster Sloet tot Everlo
Willem Johannes Arnoldus Franciscus Reintjan van den Clooster baron Sloet tot Everlo (Tilburg, 15 oktober 1901 − Nijmegen, 4 maart 1993) was een Nederlands burgemeester.

## Biografie
Sloet was een telg uit het oud-adellijke geslacht Sloet en een zoon van gerechtsgriffier mr. Arnoldus Leonardus Nicolaas van den Clooster baron Sloet tot Everlo (1855-1913) en Josephine Anna Maria Gompertz (1867-1945). In 1939 werd hij benoemd tot burgemeester van Duiven en op 1 juni geïnstalleerd (daarvoor was hij volontair op de gemeentesecretarie van Waddinxveen). In de oorlogsjaren (per 6 maart 1944) werd hij door de bezetter ontslagen, om per 1 juli 1946 weer terug te keren in zijn ambt. Hij bleef daar burgemeester tot zijn pensioen op 1 november 1966. In 1945 is hij nog enige tijd waarnemend burgemeester van Ewijk geweest.
Het burgemeesterschap van Sloet in Duiven lijkt vrij rimpelloos te zijn voorbijgegaan. In december 1948 raakte hij ernstig gewond bij een auto-ongeluk te Leersum. In 1950 werd Duiven e.o. getroffen door een zeer korte maar zware hagelbui die directe actie en hulp aan fruittelers en tuinbouwers gebood. In 1965 dreigde even een motie van wantrouwen wegens het gebruik van het kasteeltje Magerhorst.
Sloet trouwde in 1949 met de Belgische jkvr. Marie Claire Joseph Zoé Edouard Ghislaine de Meester de Betzenbroeck (1920-2007), telg uit het geslacht De Meester, met wie hij vier kinderen kreeg. Hij was de broer van burgemeester mr. Constant Arnold Franciscus Herman Willy Bernard van den Clooster baron Sloet tot Everlo (1898-1977) en daardoor oom van kunstenares Josephine Sloet, en hij was de zwager van burgemeester mr. Robert Geuljans (1910-1975).
W.J.A.F.R. van den Clooster baron Sloet tot Everlo overleed in 1993 op 91-jarige leeftijd; zijn weduwe overleefde hem ruim 14 jaar.